# Renegát
A renegát (a latin re „újra” és negare „tagadni” szavakból; a magyarba a német Renegat szó révén került) eredetileg egy vallás hitehagyottja, később általánosabban egy hit vagy értékrendszer (művészet, vallás, világnézet) értékeinek, közösségének elhagyója is. Tisztán vallási kontextusban az ilyen személyt hitehagyottnak is nevezik.

## A fogalom tartalma
Renegát az, aki megtagadja, elárulja hitét, hazáját vagy politikai meggyőződését, és átáll az ellenséghez; áruló. Jelzője azt mutatja, hogy melyik milyen közösséget hagyja el: magyar renegát, aki a magyarsággal fordul szembe, török renegát, aki a törököket árulja el.
A kifejezés nem tartalmazza azt az elemet, hogy a renegát személy áttért volna egy másik hitre, meggyőződésre.

## Politikatörténet
A politikatörténetben gyakori a szó alkalmazása olyan személyekre, akik nem adják fel egy olyan ideológia, világnézet, politikai irányzat alapvető szókészletét, belső logikáját, mint az osztályharc, a marxizmus, a szocializmus, a liberalizmus, a monarchizmus, a nacionalizmus, a rasszizmus vagy az antiszemitizmus, politikailag mégis átkerülnek a másik oldalra.
Lenin például ilyen értelemben használja a szót A proletárforradalom és a renegát Kautsky című munkája címében, mivel úgy véli, hogy a szociáldemokrata Kautsky írásaiban Marxot „közönséges liberálissá” formálja át, létrehozza a polgári és a proletár demokrácia keverékét, bár a marxi fogalmakat használja.
A politikai, történészi és más tudományos vitákban a szemben álló felek gyakran vádolják egymást azzal, hogy renegátok, elhagyták a „helyes utat”.

## Fordítás
Ez a szócikk részben vagy egészben  a   Renegat című német Wikipédia-szócikk ezen változatának fordításán alapul.  Az eredeti cikk szerkesztőit annak laptörténete sorolja fel. Ez a jelzés csupán a megfogalmazás eredetét és a szerzői jogokat jelzi, nem szolgál a cikkben szereplő információk forrásmegjelöléseként.